# Manifestazioni del 24 aprile 1965 a Erevan
Le manifestazioni di Erevan del 1965 ebbero luogo a Erevan, Armenia, il 24 aprile 1965, nel 50º anniversario del genocidio armeno. Si ritiene che questo evento costituisca il primo passo nella lotta per il riconoscimento del genocidio armeno del 1915.
Il 24 aprile 1965, per la prima volta per qualsiasi manifestazione del genere in tutta l'Unione Sovietica, 100.000 manifestanti hanno tenuto una manifestazione di 24 ore davanti al Teatro dell'Opera nel 50º anniversario dell'inizio. del genocidio armeno, chiedendo al governo sovietico di riconoscere ufficialmente il genocidio armeno commesso dai Giovani turchi nell'Impero ottomano e di costruire un memoriale nella capitale dell'Armenia, Erevan, per perpetuare la memoria delle vittime del genocidio armeno.
I manifesti hanno manifestato con lo slogan "Giusta soluzione alla questione armena" e altri più nazionalistici riguardanti l'Armenia occidentale, il Karabakh e il Nakhichevan.
Al grido della "nostra terra, delle nostre terre" la grande manifestazione ha segnato un sostanziale risveglio pubblico della coscienza armena nell'Armenia sovietica. Il Cremlino, tenendo conto delle richieste dei manifestanti, ha commissionato un memoriale per il genocidio e per il milione e mezzo di armeni che sono morti. Il memoriale, sulla collina di Tsitsernakaberd, è stato completato nel 1967, in tempo per il 53º anniversario dall'inizio del genocidio. La costruzione del memoriale ai caduti del genocidio è stato il primo passo per onorare gli eventi e le figure importanti nella lunga storia dell'Armenia. Sono stati costruiti uno dopo l'altro i monumenti che onoravano le vittorie armene a Sardarapat e Bash Abaran contro i turchi ottomani nel 1918.
Seguendo l'esempio di questa manifestazione, proteste simili sono state fatte in tutto il mondo, in qualunque paese dove sia presente la diaspora armena. Dal giorno delle proteste, gli armeni (e le persone di molte delle ex repubbliche dell'Unione Sovietica e anche di tutto il mondo) fino ad oggi visitano il memoriale e manifestano in tutto il mondo per ottenere il riconoscimento del genocidio armeno da parte della Turchia e per onorare i milioni di morti armeni durante questo triste periodo della storia armena.